# Dulah Marie Evans
Dulah Marie Evans Krehbiel foi uma fotógrafa, pintora e ilustradora norte-americana que explorou temas de paisagem, arquitetura e natureza, combinando técnicas modernas e influências pictorialistas.
Nascida em Huntsville, Alabama, ela iniciou sua carreira na fotografia em uma época em que poucas mulheres tinham acesso a treinamento formal em arte ou oportunidades no mundo artístico. Sua obra destaca-se por uma visão única e experimental, utilizando abordagens que cruzavam as fronteiras entre a pintura e a fotografia.

## Formação e Influências
Evans estudou arte na Escola de Arte de Chicago, onde desenvolveu um forte fundamento no desenho e na pintura antes de se dedicar à fotografia. Durante esse período, ela foi influenciada pelo movimento do pictorialismo, que defendia a fotografia como uma forma de arte igual à pintura e ao desenho. Os pictorialistas utilizavam técnicas que emulavam a pintura e gravura, como o uso de lentes desfocadas e efeitos de iluminação suave para dar um aspecto onírico às fotografias. Esse movimento, que valorizava a subjetividade do fotógrafo, inspirou Evans a incorporar uma sensibilidade artística ao seu trabalho fotográfico. Além disso, Evans foi influenciada pela estética japonesa e pela Art Nouveau, visíveis nas composições equilibradas e nos detalhes naturalistas de suas fotografias e pinturas. Ela também tinha um interesse marcante pela arquitetura clássica e pela botânica, temas que frequentemente apareciam em suas obras.

## Fotografia e Pictorialismo
Dulah Marie Evans utilizou a fotografia para capturar cenas naturalistas e paisagísticas, explorando o jogo de luz e sombra e os efeitos atmosféricos. Em vez de apenas documentar a realidade, ela buscava criar uma interpretação artística dos temas, o que a levou a explorar técnicas de manipulação da imagem para adicionar camadas de significado e emoção. Uma de suas contribuições importantes foi o uso de processos de impressão manual, incluindo o uso de papel texturizado e técnicas de exposição que criavam um efeito quase pictórico.
O trabalho de Evans muitas vezes transmitia uma sensação de mistério e nostalgia, capturando as nuances da natureza com uma atenção poética. Em suas paisagens e estudos de arquitetura, a presença humana é mínima ou totalmente ausente, o que cria um sentimento de atemporalidade e introspecção. Suas imagens, portanto, frequentemente evocam uma narrativa implícita, sugerindo uma conexão espiritual com o ambiente.